# Henri Thiollière
Henri Joseph Thiollière (ur. 19 marca 1922 w Chamonix, zm. 29 września 2012 tamże) – francuski skoczek narciarski, który startował w latach 50. XX wieku.
Startował na Zimowych Igrzyskach Olimpijskich 1952 w Oslo. Konkurs na dużej skoczni ukończył na 43. pozycji.
Jego siostry Georgette i Suzanne startowały w konkurencjach narciarstwa alpejskiego na zimowych igrzyskach olimpijskich w 1948 w Sankt Moritz.

## Osiągnięcia

### Igrzyska olimpijskie
| Miejsce | Zawodnik         | Seria | Odległość | Punkty za styl | Punkty za styl | Punkty za styl | Punkty za styl | Punkty za styl | Suma  |
| Miejsce | Zawodnik         | Seria | Odległość | A              | B              | C              | D              | E              | Suma  |
| 43.     | Henri Thiollière | 1.    | 56.5m     | 3.5            | 1.0            | 2.0            | 4.0            | 2.0            | 142.5 |
| 43.     | Henri Thiollière | 2.    | 55.0m     | 14.5           | 13.5           | 14.5           | 16.0           | 14.5           | 142.5 |